# Вернер, Иоахим
Иоахим Вернер (нем. Joachim Werner; 23 декабря 1909, Берлин — 9 января 1994, Мюнхен) — немецкий археолог, специалист по археологии римского времени, Великого переселения народов, европейского раннего Средневековья, историк-медиевист, педагог, профессор, доктор наук (с 1932), редактор. Член Баварской и Болгарской академий наук.
Один из основоположников современной хронологии культур меровингского круга.

## Биография
Окончил французскую гимназию в Берлине.
Образование получил в университетах Берлина, Вены, Марбурга. С 1928 года изучал предысторию и раннюю, древнюю и среднюю историю, классическую археологию. Среди его учителей были Макс Эберт и Вильгельм Унферцагт в Берлине, Освальд Менгин в Вене и Геро фон Мерхарт в Марбурге.
После прихода национал-социалистов к власти в Германии вступил в Штурмовые отряды в 1933 году, чтобы отвлечь внимание от того факта, что его отец, бабушка и дедушка были представителями ромов, в 1937 году стал членом НСДАП. В 1933/1934 году получил стипендию в Германском археологическом институте.
В 1938 году во Франкфуртском университете защитил диссертацию на тему «Декоративные диски Thorsberger Moorfundes. Вклад в раннее германское искусство и религиозную историю».
С 1939 по 1945 годы несколько раз призывался в Вермахт.
В 1935—1941 годах работал в Римско-германской комиссии, в 1941—1945 годах — профессор, читал лекции по истории в университете Страсбурга, с 1946 года в университете Мюнхена.
Участвовал в раскопках на Ближнем Востоке, в Средиземноморье, Подунавье, в Австрии, Италии и Словении. Осуществил первое обобщение по археологии гуннов и подчинённых им народов, сравнительные исследования, базовые своды, атрибуции памятников на пространстве от Тихого до Атлантического океана.
Редактировал журнал «Münchner Beiträge zur Vorund Frühgeschichte».
4 апреля 2003 года посмертно награждён болгарским орденом «Мадарский всадник» I степени.